# Irnerio

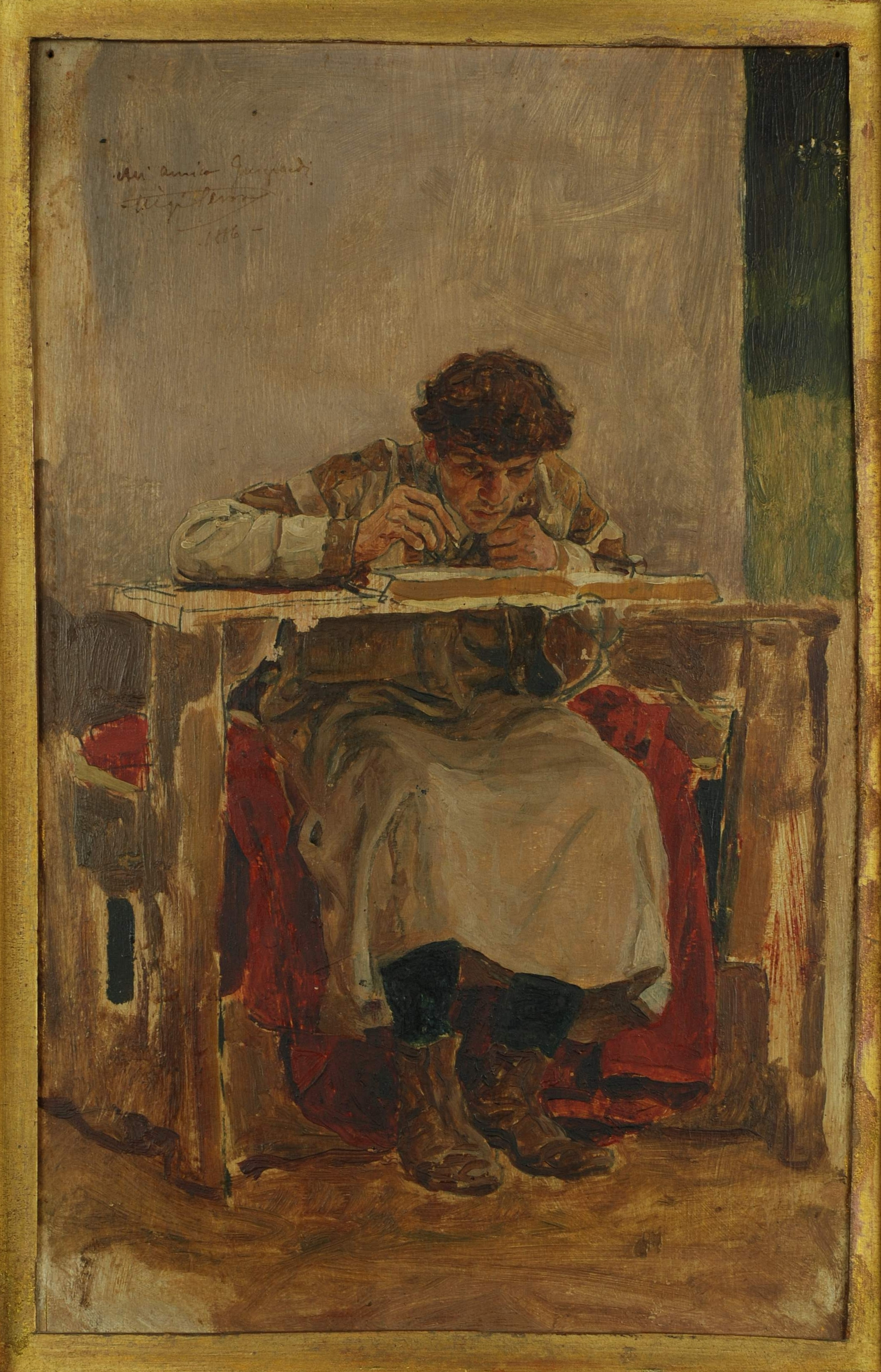
Irnerio (1886), por Luigi Serra.

Irnerio o Irnerius (Bolonia h. 1050-h. 1130) fue un jurista italiano, iniciador de la llamada Escuela de Bolonia.

## Biografía
Incorporado a Escuela de Bolonia, de donde extrae buena parte de la base de conocimientos jurídicos que le permitirán desarrollar su obra, la primera referencia suya se encuentra en un documento de 1113.
Magister artium, trabó conocimiento de los gramáticos y retóricos de la época y siguió la línea del movimiento medieval de renovación de las artes que removió los cimientos del conocimiento tradicional del sistema jurídico y del Derecho, al otorgarle autonomía propia y entidad suficiente, separándolo, precisamente, de la gramática y la retórica que tan bien había llegado a conocer. Hay autores que aseguran que no recibió formación alguna, sino que fue autodidacta. Incluso se duda de la existencia de la Escuela de Bolonia ya en aquellos años. Eso es debido al descubrimiento por parte de Irnerio de un documento único, el llamado codex secundus, la más elaborada obra del derecho romano, en una biblioteca de Pisa.
Sea como fuere, el Digesto o codex secundus quedó plenamente establecido al finalizar el siglo XI, y sobre él dirigirán casi en exclusiva sus esfuerzos Irnerio y sus discípulos (conocidos como los quattuor doctores). El Digesto es comentado por un método de exégesis, con anotaciones interpretativas y aclaratorias al margen, lacónicas muchas veces, que se denominarán glosas (y glosadores a quienes las anotan), dando lugar al inicio de la Escuela de Glosadores.
No se sabe cuándo entró al servicio jurídico de Enrique V.

## Repercusión de la obra
Mientras que en otras partes de Europa (Francia y España), el Breviario de Alarico había permitió mantener el tránsito del derecho romano en la época medieval, en la península italiana las normas jurídicas vigentes tenían, curiosamente, un origen bizantino a través del Código de Justiniano, que incorporaba el Digesto también. Irnerio tuvo el mérito de traer el Digesto al conocimiento general como obra que se adapta con sus glosas a las necesidades del derecho común en la Italia de la época, y rápidamente se adoptó como derecho propio.
La obra fundamental, las Glosas, estuvieron acompañadas de otros trabajos jurídicos no menores: unas Quaestiones de iuris subtilitatibus, quizás el Formularium Tabellionum y De actionibus, además de atribuírsele algunas de las novelas (leyes suplementarias de un código) que integran el Authenticum.